# Cenostigma pluviosum
Espèce
Synonymes
- Caesalpinia pluviosa DC. 1825
- Poincianella pluviosa (DC.) L.P. Queiroz

Classification phylogénétique
Cenostigma pluviosum est une espèce de plantes à fleurs de la famille des Caesalpiniaceae, ou des Fabaceae, sous-famille des Caesalpinioideae, selon la classification phylogénétique. C'est un arbre originaire  des régions tropicales chaudes d'Amérique. Il était précédemment rangé dans le genre Caesalpinia.

## Sous-espèces
- C. p. var. cabralianum
- C. p. var. intermedium
- C. p. var. paraense, synonyme Caesalpinia paraensis Ducke 1925
- C. p. var. peltophoroides, synonyme Caesalpinia peltophoroides Benth. 1870
- C. p. var. pluviosum
- C. p. var. sanfranciscanum

## Galerie

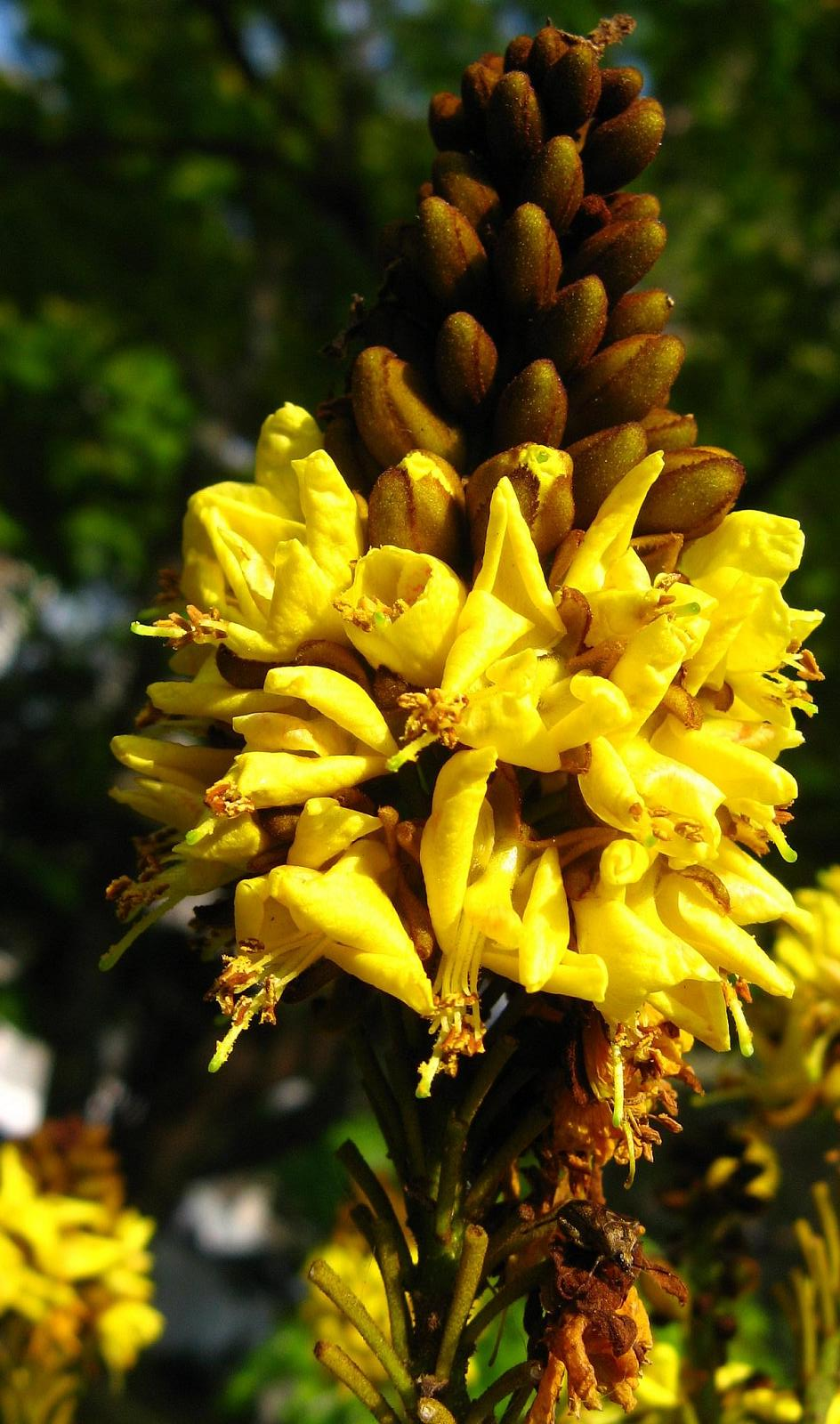
Fleurs.
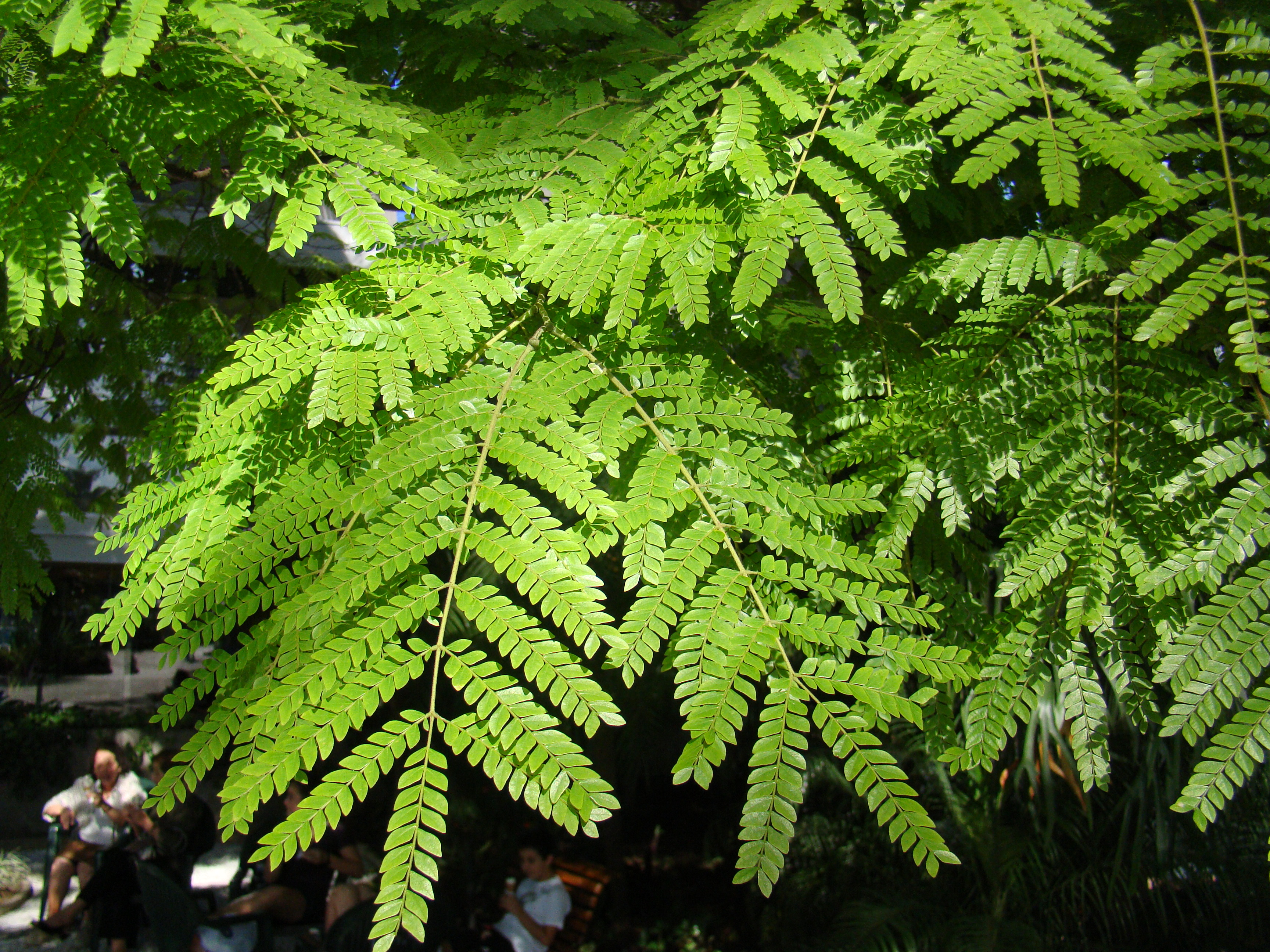
Feuilles.
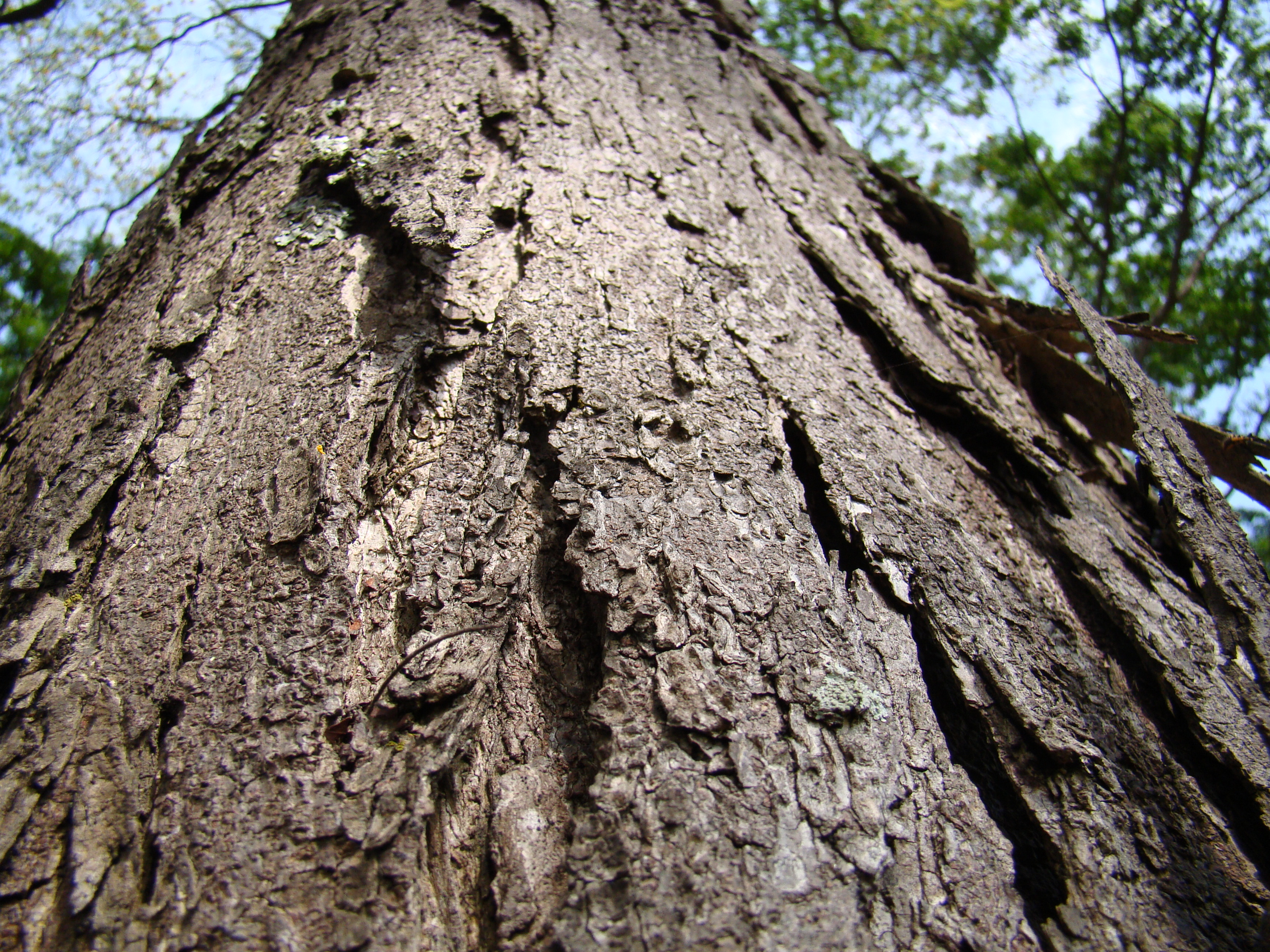
Écorce.